# Kristina Igorewna Asmus

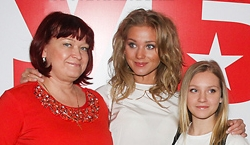
Asmus (Mitte) zwischen ihrer Mutter und ihrer Schwester, 2012

Kristina Igorewna Asmus (bürgerlich Kristina Igorewna Mjasnikowa; russisch Кристи́на И́горевна А́смус; *  14. April 1988 in Koroljow, Sowjetunion) ist eine russische Schauspielerin. In Russland und anderen GUS-Staaten ist sie der breiteren Öffentlichkeit in ihrer Rolle als Warwara Tschernous in der Krankenhausserie Interny bekannt geworden. Die Rolle in der Serie war gleichzeitig ihr Debüt als Film- und Fernsehschauspielerin.

## Werdegang
Kristina Asmus wurde als dritte von vier Schwestern des Ehepaares Igor Lwowitsch Mjasnikow und der deutschstämmigen Rada Wiktorowna Asmus geboren. Sie hat zwei ältere Schwestern (Jekaterina und Olga) sowie eine jüngere (Karina).
Asmus war im Kindesalter sportlich aktiv. Sie machte Gerätturnen und gewann viele Auszeichnungen. Als Schülerin trat sie häufig im Jugendtheater ihrer Heimatstadt Koroljow auf.
Nachdem sie die Schule abgeschlossen hatte, wurde sie im Jahr 2008 an der berühmten Theaterhochschule M.S. Schtschepkin in Moskau angenommen.
Die bis dahin nur im Theater auftretende Kristina Asmus legte im März 2010 schließlich auch ihr Debüt im Fernsehen ab. Sie bekam die Hauptrolle in der russischen Krankenhausserie Interny, wo sie zwischen 2010 und 2013 die Aspirantin Warwara Nikolajewna Tschjernouss spielte.
Im selben Jahr spielte sie im Krimi „Alibi“ für Zwei (russ. „Алиби“ на двоих) mit. Ebenfalls im Jahr 2010 wurde Kristina Asmus vom Männermagazin Maxim zur „Sexiesten Frau Russlands“ gekürt.
2012 schloss Asmus ihr Studium an der Theaterhochschule M.S. Schtschepkin ab.
Ihre realitätsnahe Sexszene im Krimidrama Tekst (russ. Текст) aus dem Jahr 2019, der die Verfilmung des gleichnamigen Romans des russischen Schriftstellers Dmitri Gluchowski darstellte, wurde kontrovers diskutiert. Kino-Insider schließen nicht aus, dass diese Szene der Auslöser für die Scheidung von ihrem Ehemann gewesen sein könnte.

## Familie
Im Jahr 2013 heiratete Kristina Asmus den russischen Stand-up-Comedian Igor "Garik" Charlamow. Am 4. Januar 2014 kam die gemeinsame Tochter Anastasija zur Welt. Am 22. Juni 2020 reichte das Paar die Scheidung ein.
Am 15. Oktober 2020 wurde bei Kristina Asmus eine Infektion mit COVID-19 festgestellt. Sie kurierte die Krankheit im Rahmen der häuslichen Isolation aus. Am 29. Oktober 2020 wurde sie nach negativen COVID-19-Abstrichen für genesen erklärt.
Kristina Asmus lebt in Sankt Petersburg.